# Юсупов, Залимхан (борец)
Залимхан Юсупов (19 февраля 1984; Хасавюрт, Дагестанская АССР, РСФСР, СССР) — борец вольного стиля, выступавший за сборную России и Таджикистана. Участник Олимпийских игр 2012 года.

## Спортивная карьера
С 2012 года выступает за Таджикистан. В мае 2012 года на втором квалификационном Олимпийском турнире в Хельсинки, выиграв турнир, завоевал лицензию на игры в Лондоне. На Олимпиаде выступал в весовой категории до 66 кг, в первом круге одолел россиянина Алана Гогаева, а во втором уступил канадцу Аислану Веранесу. В декабре 2015 года был дисквалифицирован на 4 года за обнаружение в анализе мочи после чемпионата Азии запрещенного препарата «диметилбутиламина», серебряная медаль, завоеванная на том турнире досталась Эламану Догдурбек уулу.

## Спортивные результаты на международных соревнованиях
- Олимпийские игры 2012 — 11;
- Чемпионат мира по борьбе 2014 — 5;
- Азиатские игры 2014 —